# Partits judicials de les Illes Balears
Les Illes Balears es divideix en 6 partits judicials. En trobam tres a Mallorca, dos a Menorca i un a Eivissa i Formentera; comprenen els següents municipis:

Partits judicials de les Illes Balears

1- Partit judicial de Maó:
| - Alaior | - Es Castell | - Maó | - Sant Lluís |

2- Partit judicial de d'Inca:
| - Alaró - Alcúdia - Binissalem - Búger - Campanet - Consell | - Costitx - Escorca - Inca - Lloret de Vistalegre - Lloseta | - Llubí - Mancor de la Vall - Maria de la Salut - Muro - Sa Pobla | - Pollença - Santa Margalida - Selva - Sencelles - Sineu |

3- Partit judicial de Palma:
| - Algaida - Andratx - Banyalbufar - Bunyola - Calvià | - Deià - Esporles - Estellencs - Fornalutx | - Llucmajor - Marratxí - Palma - Puigpunyent | - Santa Eugènia - Santa Maria del Camí - Sóller - Valldemossa |

4- Partit judicial de Manacor:
| - Ariany - Artà - Campos - Capdepera | - Felanitx - Manacor - Montuïri - Petra | - Porreres - Ses Salines - Sant Joan - Sant Llorenç des Cardassar | - Santanyí - Son Servera - Vilafranca de Bonany |

5- Partit judicial d'Eivissa: 
| - Eivissa - Formentera | - Sant Josep de sa Talaia - Sant Antoni de Portmany | - Sant Joan de Labritja | - Santa Eulària del Riu |

6- Partit judicial de Ciutadella: 
| - Ciutadella | - Ferreries | - Es Mercadal | - Es Migjorn Gran |